# Aphrastura subantarctica
Aphrastura spinicauda subantarctica (лат.) — подвид птиц семейства печниковых, эндемичный для островов Диего-Рамирес, архипелага, расположенного на самой южной оконечности Чили. Некоторые учные рассматривают его в качестве отдельного вида, но Международный союз орнитологов считает его подвидом Aphrastura spinicauda.

## Таксономия
A. s. subantarctica имеет большую массу тела и более короткий хвост по сравнению с Aphrastura spinicauda. В 2022 году Рикардо Роззи с соавторами предложили выделить A. subantarctica в отдельный вид на основе генетических, морфологических и поведенческих данных. В то время как A. spinicauda обитает в лесных массивах, A. subantarctica обитает в нелесистых областях на островах Диего-Рамирес.

## Описание
Макушка, задняя часть шеи и морда угольно-черные, разделенные широкой и заметной тускло-оранжевой надбровной полосой, которая тянется к спине и сливается с коричневым цветом спины. Остальная верхняя часть тела темно-коричневая, с темно-коричневыми краями, становящимися рыжеватыми и однородными на надхвостье. Нижняя часть тела беловатая на горле, груди и брюшке, переходящая в бурую на боках и кроющих перьях подхвостья.